# Wojciech Moranda
Wojciech Moranda (Kielce, 17 augustus 1988) is een Poolse schaakgrootmeester.

## Schaakcarrière
Wojciech Moranda won meerdere medailles voor het Poolse junioren kampioenschap schaken: twee gouden, twee zilveren en een bronzen medaille. In 2009 won hij het schaakfestival Akiba Rubinstein in Polanica-Zdrój. In 2010 werd hij derde op het Poolse Blitz kampioenschap schaken in Myślibórz . Moranda nam ook deel aan verschillende Poolse schaakkampioenschappen voor teams (waaronder goud in 2014). In 2012 won hij het Poolse studentenkampioenschap in Katowice. Moranda vertegenwoordigde Polen op de Zomer Universiade 2013, waar het gemengde team brons pakte. 